# Lin Pei-hsuan
Lin Pei-hsuan (* 11. Oktober 2007) ist eine taiwanische Leichtathletin, die sich auf den Siebenkampf spezialisiert hat und auch im Hochsprung an den Start geht.

## Sportliche Laufbahn
Erste internationale Erfahrungen sammelte Lin Pei-hsuan im Jahr 2023, als sie bei den U20-Asienmeisterschaften in Yecheon mit 5070 Punkten die Bronzemedaille im Siebenkampf gewann und sich auch im Hochsprung mit 1,82 m Bronze sicherte. Anschließend gelangte sie bei den Asienmeisterschaften in Bangkok mit 1,75 m auf den elften Platz im Hochsprung und im Oktober wurde sie auch bei den Asienspielen in Hangzhou mit 1,75 m Elfte. 2025 belegte sie bei den Asienmeisterschaften in Gumi mit 4747 Punkten den siebten Platz im Siebenkampf.
2024 wurde Lin taiwanische Meisterin im Hochsprung.

## Persönliche Bestleistungen
- Hochsprung: 1,82 m, 27. April 2023 in Hsinchu
- Siebenkampf: 5070 Punkte, 6. Juni 2023 in Yecheon